# Liste der Stolpersteine in Albersdorf (Holstein)

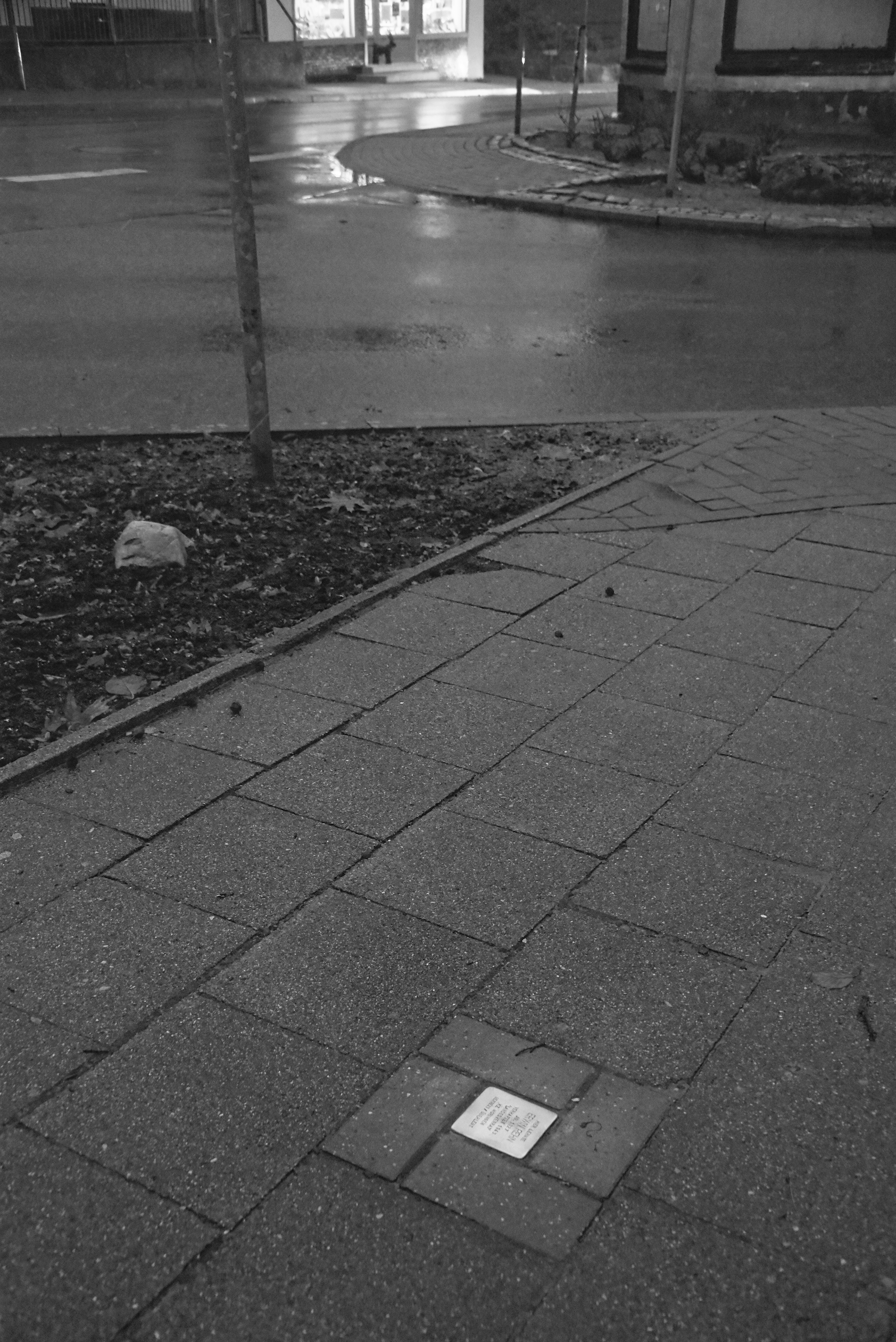
Der einzige Stolperstein von Albersdorf (Holstein)

Der Stolperstein von Albersdorf (Holstein) ist dem Widerstandskämpfer und Autor Erwin Rehn gewidmet.  Stolpersteine sind ein Kunst-Projekts von Gunter Demnig. Mit ihnen soll an Opfer des Nationalsozialismus erinnert werden, die in der Gemeinde lebten und wirkten.
Der bislang einzige Stolperstein von Albersdorf (Holstein) wurde am 16. August 2011 verlegt.

## Stolperstein
| Stolperstein | Inschrift                                                                                    | Verlegeort    | Name, Leben            |
| ------------ | -------------------------------------------------------------------------------------------- | ------------- | ---------------------- |
|              | HIER LERNTE ERWIN REHN JG. 1927 VERHAFTET 1943 'LANDESVERRAT' KZ MORINGEN BEFREIT / ÜBERLEBT | Kapellenplatz | Erwin Rehn (1927–2000) |